# Kheẕerlak
Kheẕerlak (persiska: خضرلک, خِزِر لَك, خِير لاغ, خِيرلاقِه) är en ort i Iran.   Den ligger i provinsen Kurdistan, i den nordvästra delen av landet, 400 km väster om huvudstaden Teheran. Kheẕerlak ligger 1 959 meter över havet och antalet invånare är 160.
Terrängen runt Kheẕerlak är lite kuperad.Runt Kheẕerlak är det ganska tätbefolkat, med 58 invånare per kvadratkilometer. Närmaste större samhälle är Mīrakī, 12,4 km söder om Kheẕerlak. Trakten runt Kheẕerlak består i huvudsak av gräsmarker.